# Parti radical-socialiste (Luxembourg)
Le parti radical-socialiste est un ancien parti politique luxembourgeois.

## Histoire
Le parti radical-socialiste est né en 1925 de l'éclatement de la ligue libérale qui avait été déchiré par des clivages idéologiques entre les libéraux classiques ou « anciens libéraux », dirigé par le fondateur du parti Robert Brasseur et les progressistes ou « nouveaux libéraux » dirigé par le bourgmestre de Luxembourg Gaston Diderich. Les progressistes se sont regroupés sous la direction de Diderich en tant que parti radical-socialiste, dont le nom reflète son placement plus à gauche par rapport à la ligue libérale, tandis que les « anciens libéraux » forment les libéraux de gauche.
Le parti est immédiatement accepté dans un nouveau gouvernement de coalition, dirigé par Pierre Prüm du parti national indépendant. Ce gouvernement n'a duré qu'un an, avant de s'effondrer du fait de tensions idéologiques entre les partis qui le composent et avec le parti socialiste. En 1928, sous la direction de Marcel Cahen, une partie du parti fait sécession en protestation contre la participation du parti au gouvernement Bech aux côtés du parti de la droite, pour former le parti radical.
Cependant, les partis restent proches idéologiquement et fusionnent finalement en 1932 en tant que parti radical-libéral, qui laisse place après la Seconde Guerre mondiale à l'actuel parti démocratique.

## Résultats électoraux
| Année | Voix   | %   | Rang | Sièges |
| ----- | ------ | --- | ---- | ------ |
| 1925  | 82 017 | 4,8 | 7e   | 3 / 47 |
| 1931  | 78 464 | 9,2 | 3e   | 4 / 54 |